# Nicoline Weywadt
Nicoline Weywadt, född 1848, död 1921, var en isländsk fotograf. Hon räknas som den första professionella kvinnliga fotografen på Island från 1883.